# Alterstedt
Alterstedt ist ein Ortsteil der Landgemeinde Unstrut-Hainich im Unstrut-Hainich-Kreis in Thüringen.

## Geografie
Alterstedt liegt 7,07 km (Luftlinie) westlich von Bad Langensalza (Marktkirche) und 790 m östlich vom Nationalpark Hainich. Den nordöstlichen Dorfrand tangiert die L 1042, die den Ort mit Weberstedt im Nordwesten und Zimmern im Südosten verbindet. Durch das Dorf fließt der Sumbach. Sein Wasser gelangt über den Orlbach und Nordmar in die Unstrut.

## Geschichte
Alterstedt wird erstmals 1186 urkundlich erwähnt. In der Schreibung "Altensteten" reichen die Aufzeichnungen sogar bis ins Jahr 900 n. Chr. zurück.
Im Frühjahr 1526 beteiligten sich die Einwohner von Alterstedt am Bauernaufstand, der im Mai 1526 durch Herzog Georg Graf von Gleichen zu Tonna blutig niedergeschlagen wurde. Die Alterstedter mussten daraufhin Reparationen zahlen.
Auf dem Warthügel nordwestlich vom Ort befand sich im Spätmittelalter eine Warte, die als Außenbefestigung der Stadt Langensalza und der Burg in Ufhoven diente. In der Gemeindechronik des Nachbarortes Waldstedt wird ein weiterer Wartturm erwähnt – die Julianswarte – diese befand sich auf einer Anhöhe an der Flurgrenze der Orte Ufhoven und Waldstedt. Diese Warte diente als Verbindungsglied zur Alterstedter Warte und war als Turmruine noch im 18. Jahrhundert eine auch schriftlich belegte Landmarke.
Das Wahrzeichen des Dorfes ist ein Lindenbaum neben der Kirche St. Pancratius. Die Gehöfte – meist Vierseithöfe – liegen dicht gedrängt entlang der Hauptstraße und zweier kurzer Seitengassen. Die Dorflage liegt eingebettet zwischen dem Sumbach und dem Wilden Wasser. Das ehemalige Alterstedter Gutshaus mit Wirtschaftsgebäuden befand sich, einst umgeben von einem Befestigungsgraben am nordöstlichen Ortsrand, an der Landstraße nach Kammerforst.
In den Jahren 1760 bis 1763 im Rahmen des Siebenjährigen Krieges, 1813 anlässlich der Völkerschlacht bei Leipzig und 1866 zur Schlacht bei Langensalza wurde das kleine Dorf mehrfach das Opfer von Plünderungen. Die Einwohner des Ortes wurden misshandelt, Frauen vergewaltigt, Vieh gestohlen. Schutz bot bei diesen Gelegenheiten oft der nahegelegene Hainich, wohin sich die Einwohner, teils mit ihren Tieren, in unruhigen Zeiten flüchteten.
Der Ort gehörte bis 1815 zum kursächsischen Amt Langensalza und nach seiner Abtretung an Preußen von 1816 bis 1944 zum Landkreis Langensalza in der Provinz Sachsen.
Am 9. April 1994 wurde Alterstedt nach Schönstedt eingemeindet. Mit der Eingemeindung von Schönstedt nach Unstrut-Hainich am 1. Januar 2024 wurde Alterstedt ein Ortsteil dieser.
Am 3. August 2014 wurde Alterstedt infolge eines Unwetters durch eine Sturzflut überschwemmt. Der höchste Wasserstand betrug 1,50 Meter. Schäden an Straßen und Wegen sowie Häusern und Bauernhöfen waren die Folge.

## Wirtschaft

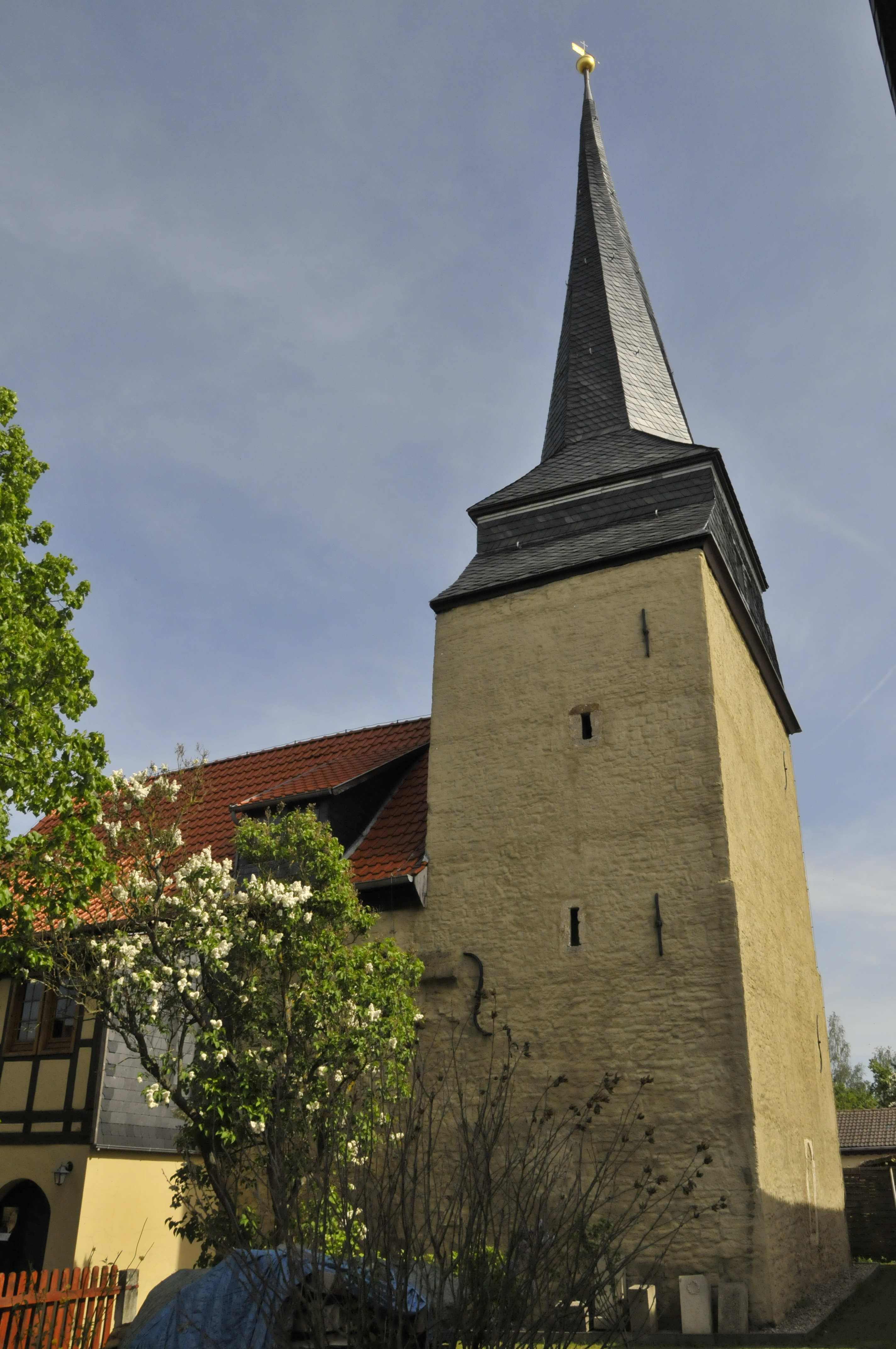
Dorfkirche

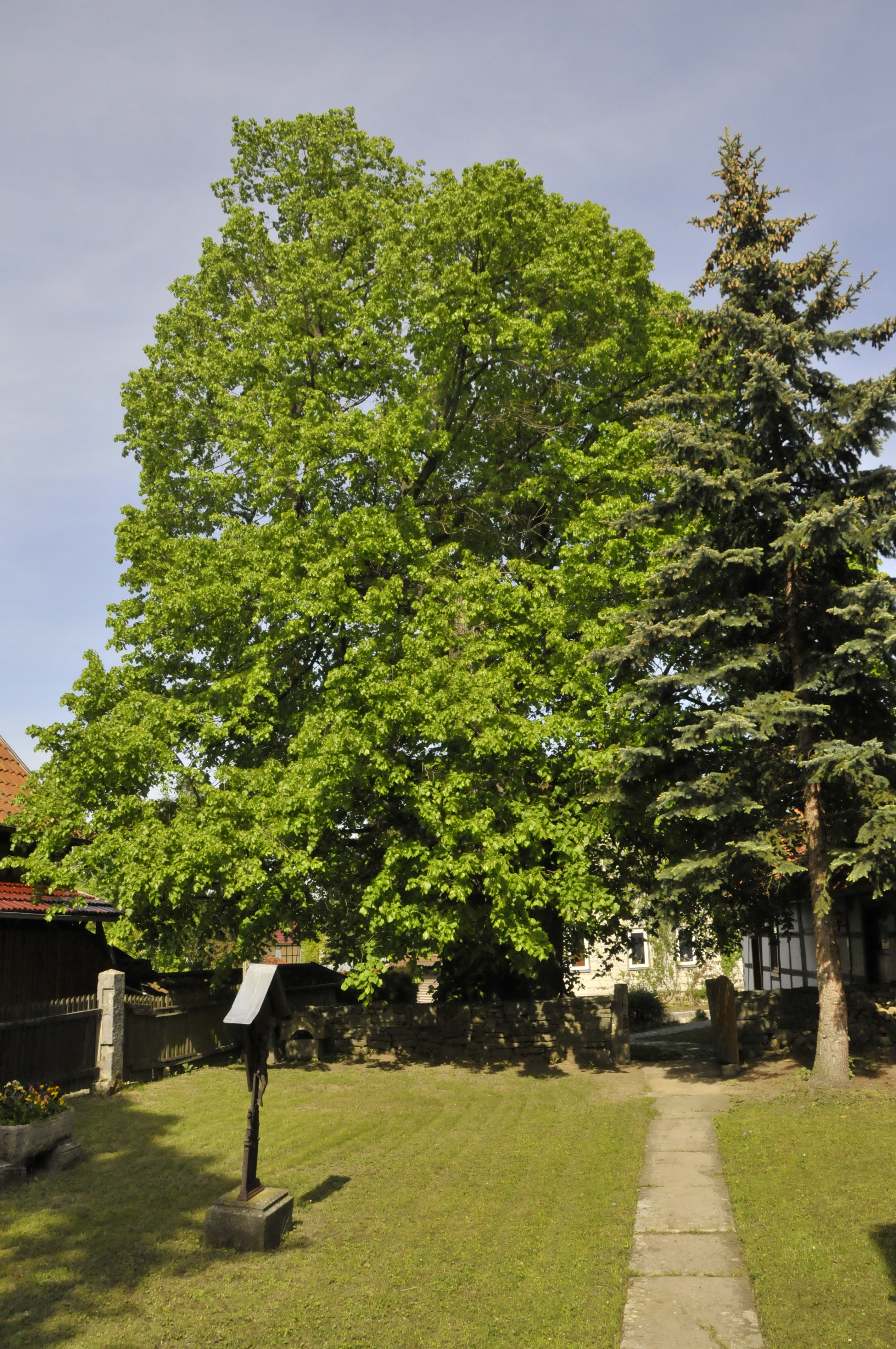
Dorflinde

Das Ortsbild war zu allen Zeiten bäuerlich geprägt. Man betrieb Ackerbau und Viehzucht. Bis zum Jahre 1991 war der Schweinemastbetrieb der LPG der größte Arbeitgeber des Ortes. Daneben lieferten die Bauern ihre Obst- und Gemüseernten bei der örtlichen Annahmestelle des VEB Großhandel Obst, Gemüse und Speisekartoffeln (OGS) ab.
Nach der Wiedervereinigung im Jahre 1990 litt Alterstedt unter hoher Arbeitslosigkeit. Dies änderte sich nur langsam im Zuge des allgemeinen Aufschwungs. Heute sind die Firmen im nahegelegenen Bad Langensalza die größten Arbeitgeber für die Einwohner Alterstedts.

## Politik
Zur ehrenamtlichen Ortsteilbürgermeisterin wurde bei den Kommunalwahlen in Thüringen am 26. Mai 2024 Sylvia Stephan gewählt.

## Sehenswürdigkeiten
- Eine Sehenswürdigkeit ist der 3 km entfernte Baumkronenpfad Hainich an der Thiemsburg.
- Die Dorfkirche St. Pankratii. Die Kirchgemeinde gehört mit den Kirchgemeinden Mülverstedt, Waldstedt, Weberstedt und Zimmern zur Pfarrstelle Schönstedt im Evangelischen Kirchenkreis Mühlhausen.
- Die Alterstedter Dorflinde neben der Kirche ist Wahrzeichen des Dorfes und Symbol des Wappens und des früheren Gemeindestempels. Sie wurde erstmals 1839 in einer Chronik mit folgenden Worten erwähnt: Nach dem zweiten Geläute versammelte sich die Gemeinde unter der großen Linde, der Zierde des vor dem Gottesacker befindlichen freien Platzes, von welcher Jahrhunderte der Vergangenheit auf das jetzt lebende Geschlecht herabsehen … Die Linde hat eine Höhe von 18 Metern und einen durchschnittlichen Stammumfang von 7,5 Metern bei einem Umfang von 8,4 Metern an seiner dicksten Stelle. Ihr Alter wird auf 500 bis 600 Jahre geschätzt.[3]

## Regelmäßige Veranstaltungen
- Am Gründonnerstag findet das traditionelle Osterfeuer statt.
- Zu wechselnden Terminen im Sommer findet das Alterstedter Sommerfest statt.
- Am letzten Samstag im September findet der Alterstedter Herbstmarkt statt. Hier werden Produkte aus eigener Herstellung angeboten.
- Am zweiten Oktoberwochenende findet die Alterstedter Kirmes statt.

## Wirtschaft und Infrastruktur
Als eine der ersten Ortschaften in dieser Region Thüringens verfügte Alterstedt über eine breitbandige Internetversorgung. Diese wurde von den Einwohnern in Eigeninitiative mit Hilfe von WLAN-Richtfunk hergestellt. Seit November 2005 betreibt der Verein Landnetz e. V. das Funknetz, welches inzwischen auch weitere Dörfer versorgt.
Im Jahr 2013 wurde das Gelände der ehemaligen LPG saniert, die verfallenen Gebäude abgerissen und auf dem Areal eine Fotovoltaik-Anlage mit 1,5 MW Leistung errichtet.

## Persönlichkeiten
- Karl Theodor Rümpler (* 1817 in Alterstedt; † 23. Mai 1891 in Erfurt), Gartenbaulehrer und -schriftsteller
- Oskar Trübenbach (* 1900; † 1992), NSDAP-Reichstagsmitglied und Kreisleiter, übernahm hier 1934 als Bauer einen Erbhof.